# Мутанов, Галимкаир Мутанович
Галимкаи́р Мута́нович Мута́нов (каз. Ғалымқайыр Мұтанұлы Мұтанов; род. 27 марта 1957 года, Жарминский район, Восточно-Казахстанская область, КазССР, СССР) — казахстанский учёный, доктор технических наук (1993), профессор, академик НАН РК. Заслуженный деятель науки и техники Казахстана (1998).
Ректор Казахского национального университета имени аль-Фараби (2010 год — 5 февраля 2021 года).

## Биография
Родился 27 марта 1957 года в селе Бельтерек Восточно-Казахстанской области.
С 1974 по 1979 год обучался в Казахском политехническом институте по специальности «Автоматика и телемеханика». Трудовую деятельность начал ассистентом в Рудненском индустриальном институте. Окончил аспирантуру (1983—1987) и докторантуру (1991—1993) Московского государственного горного университета (сегодня — Горный институт НИТУ «МИСиС»). Кандидатская и докторская диссертации были посвящены теории и практике автоматизированного управления технологическими процессами с использованием элементов искусственного интеллекта.
С 1996 года ректор Северо-Казахстанского государственного технического университета (СКГУ).
В 2002 году назначен первым вице-министром образования и науки РК.
С 2003 по 2010 год ректор Восточно-Казахстанского государственного технического университета им. Д. Серикбаева. Им была разработана модель вуза «Университет — Технопарк».
В 2010 году назначен ректором Казахского национального университета им. аль-Фараби.

## Трудовой путь
- 1979—1980 — преподаватель Рудненского индустриального института (г. Рудный)
- 1980—1982 — стажёр-исследователь Московского института стали и сплава (г. Москва)
- 1982—1983 — преподаватель Рудненского индустриального института (г. Рудный)
- 1983—1987 — аспирант Московского горного института (г. Москва)
- 1987—1987 — младший научный сотрудник Московского горного института (г. Москва)
- 1987—1991 — старший преподаватель, доцент, заведующий кафедрой Рудненского индустриального института (г. Рудный)
- 1991—1993 — докторант Московского государственного горного университета (г. Москва)
- 1993—1995 — профессор, заведующий кафедрой Рудненского индустриального института (г. Рудный)
- 1995—1996 — ректор высшего технического колледжа Северо-Казахстанского государственного университета (г. Петропавловск)
- 1996—2002 — ректор Северо-Казахстанского государственного университета (г. Петропавловск)
- 2002—2003 — первый вице-министр образования и науки Республики Казахстан (г. Астана)
- 2003—2010 — ректор Восточно-Казахстанского государственного технического университета им. Д.Серикбаева (г. Усть-Каменогорск)
- 2010—2021 — ректор Казахского национального университета имени аль-Фараби (г. Алматы)[1].

## Сочинения
- Разработка алгоритмов управления воздухораспределением шахт регуляторами расхода воздуха и вентилятором главного проветривания : диссертация … кандидата технических наук : 05.13.07. — Москва, 1987. — 245 с. : ил.
- Теория, методы и средства автоматизированного управления безопасностью при авариях на подземных горных предприятиях : автореферат дис. … доктора технических наук : 05.13.07. — Москва, 1993. — 34 с. : ил.
- Инновации: создание и развитие [Текст] / Г. М. Мутанов ; Российская акад. естественных наук. — Москва : РАЕН, 2012. — 236 с., [6] л. цв. ил. : ил., табл.; 26 см; ISBN 978-5-94515-129-1
- Извечной жизни караван [Текст] / Галым Мутанов. — Москва : Художественная литература, 2018. — 117, [2] с.; 20 см; ISBN 978-5-280-03826-4 : 700 экз.

## Награды и звания

### Государственные награды Республики Казахстан
- Орден «Барыс» 2-й и 3-й степени
- Орден «Парасат»
- Знак «Заслуженный деятель науки и техники РК»
- Знак «Отличник народного образования РК»

### Государственные награды зарубежных стран
- Орден СНГ «За укрепление Содружества» (Москва)
- Орден Академических пальм (Франция)
- Кавалер ордена Заслуг перед Республикой Польша (28 января 2014, Польша)[2]
- Орден «За заслуги перед Итальянской Республикой» (Италия)
- Золотая медаль Президента Республики Корея (Корея)
- Государственная медаль за выдающиеся заслуги в сфере науки и образования (Турция)

### Награды международных организаций
- Золотая медаль премии ИСЕСКО в области математики (Исламская организация по образованию, науке и культуре)
- Именная золотая медаль Международной Академии Наук Высшей школы «За выдающиеся достижения в науке и образовании» (Москва)
- Золотая медаль «Марии Склодовской-Кюри» (Польша)
- Международная награда «Amity Global Academic Excellence Award» (Индия)

### Звания
- член Всемирной Академии Искусств и Наук (The World Academy of Art and Science)
- президент Международной Ассоциации сети Университетов (UNION)
- президент Национальной Академии Высшей Школы Казахстана
- вице-президент Национальной Академии наук РК
- член Международного Эконометрического Сообщества (IES)[1].

## Увлечения

### Спорт
- Мастер спорта СССР по борьбе дзюдо;
- вице-президент Ассоциации восточных единоборств Республики Казахстан;
- Заслуженный деятель спорта Республики Казахстан.
- Заслуженный Республики Казахстан.

### Поэзия
Поэтические сборники Г. Мутанова переведены на многие языки мира и удостоены престижных международных литературных премий и наград, среди которых — премия им. Э. Хемингуэя, им. Дж. Лондона, им. Н. Гоголя, Махтумкули, М. Кашгари, Ю. Баласагуни и др.

## Отношение к военной службе
Майор запаса.

## Семья
Жена: Тентекова Раушан Кимбаевна — кандидат технических наук, доцент. Сын — Мутанов Айбек (1988 г. р.).